# Xã Higginson, Quận White, Arkansas
Xã Higginson (tiếng Anh: Higginson Township) là một xã thuộc quận White, tiểu bang Arkansas, Hoa Kỳ. Năm 2010, dân số của xã này là 1.213 người.